# Mike Burns
Michael Thomas Burns (Marlborough, 14 settembre 1970) è un dirigente sportivo ed ex calciatore statunitense, di ruolo difensore.
Il 10 aprile 2005 è stato nominato direttore sportivo dai New England Revolution.

## Carriera

### Club
Frequentò l'Hartwick College dal 1988 al 1991, e una volta terminato il corso di studi, continuò a giocare a calcio con la Nazionale; nel 1995, la Major League Soccer iniziò la costituzione delle squadre, e dopo un periodo in prestito al Viborg, Burns fu assegnato ai New England Revolution. Nel 1998, Burns partecipò all'All-Star game. Nel giugno 2000, Burns, Dan Calichman ed un altro giocatore preso dal draft vennero ceduti al San Jose Earthquakes in cambio di Mauricio Wright. Nel marzo 2001 passò ai Kansas City Wizards, ritirandosi l'anno successivo.

### Nazionale
Con la Nazionale di calcio degli Stati Uniti, Burns fu il primo giocatore a partecipare ad un torneo FIFA ad ogni livello: Campionato mondiale di calcio Under-16 1987, campionato mondiale di calcio Under-20 1989, le Olimpiadi di Barcellona 1992 e due mondiali, Stati Uniti 1994 e Francia 1998. In tutto conta 75 presenze con la maglia della Nazionale.